# Margadadi
Margadadi is een bestuurslaag in het regentschap Indramayu van de provincie West-Java, Indonesië. Margadadi telt 9161 inwoners (volkstelling 2010).